# Скверный анекдот (фильм)
«Скверный анекдот» — советский кинофильм 1966 года, гротескная трагикомедия, поставленная на «Мосфильме» режиссёрами Александром Аловым и Владимиром Наумовым по одноимённому рассказу Фёдора Михайловича Достоевского.
Именно этот фильм, по мнению киноведа Валерия Фомина, «положил начало „полке“ брежневской эпохи» Анализ документов показывает, что судьба фильма окончательно решилась в конце сентября 1966 года. А уже в октябре, после первых рабочих просмотров, «забуксовал» «Андрей Рублёв». Фильм впервые вышел на экраны в декабре 1987 года.

## Сюжет
Действие фильма происходит в столице Российской империи, в Санкт-Петербурге, вскоре после отмены крепостного права. Действительный статский советник Иван Ильич Пралинский считает, что гуманность поможет ему завоевать любовь и доверие людей, а также заставит их верить в государственную реформу. Его личные качества приобретут, таким образом, важное общественное значение.
Зимним вечером, засидевшись в гостях, Иван Ильич, не дождавшись экипажа, идёт домой пешком и случайно выходит к дому Пселдонимова, одного из своих мелких служащих. В доме играют свадьбу, и статский советник, полный благородных намерений, заходит поздравить молодых.
Неожиданное появление высокого начальства парализует гостей, ситуация становится неловкой как для окружающих, так и для самого генерала. Жених находится на грани помешательства от размышлений, чем же ему придётся расплатиться за эту «игру в демократию».
В итоге Иван Ильич, рассчитывавший, что его либерал-популизм вызовет всеобщее восхищение, но обманутый в своих ожиданиях (молодая разночинная компания над гостем подшучивала), с обиды перепил и уснул в постели новобрачных.
Наутро проспавшийся чиновник испытал чувство такого стыда и омерзения к себе, что решил больше в «прогресс» не играть, навести строгость и с облегчением подписал просьбу вчерашнего жениха о переводе в другой департамент.

## В ролях
- Евгений Евстигнеев — Иван Ильич Пралинский, действительный статский советник
- Виктор Сергачёв — регистратор Порфирий Пселдонимов
- Георгий Георгиу — вольный художник
- Александр Грузинский — титулярный советник Млекопитаев, домохозяин и будущий тесть Пселдонимова
- Елизавета Никищихина — невеста Пселдонимова
- Павел Павленко — Аким Петрович Зубиков
- Елена Понсова — Млекопитаева
- Глеб Стриженов — сотрудник сатирического журнала «Головёшка»
- Зоя Фёдорова — мать Пселдонимова
- Анатолий Яббаров — Ваня

## Цензура
Фильм не вышел на экраны и «лёг на полку». По одной из версий, единственный негатив фильма тайно вынес из студии и хранил у себя дома Николай Каретников. Впервые был показан публике в 1987 году.

## Съёмочная группа
- Сценарий — Леонида Зорина, Александра Алова, Владимира Наумова
- Режиссёры-постановщики — Александр Алов, Владимир Наумов
- Главный оператор — Анатолий Кузнецов
- Художник-постановщик: Алексей Пархоменко
- Художники:
по декорациям — Алексей Пархоменко, Н. Пархоменко
по костюмам — Ганна Ганевская
грим — Ия Перминова
- Композитор — Николай Каретников
- Дирижёр — Газиз Дугашев
- Звукооператор — Леонид Булгаков
- Балетмейстер — Владимир Преображенский
- Второй режиссёр — Александр Шейн
- Операторы — Михаил Коропцов, Игорь Мельников
- Монтаж — Тамара Зуброва
- Редактор — Юрий Бондарев
- Консультанты — Абрам Белкин, Мария Мерцалова
- Директор картины — Илья Гурман